# Pabellón Olímpico Juan Antonio Samaranch
El Pabellón Olímpico Juan Antonio Samaranch (en bosnio y croata: Olimpijska dvorana Juan Antonio Samaranch; en serbio: Олимпијска дворана Хуан Антонио Самаран; antes Pabellón Olímpico Zetra) es un estadio de usos múltiples bajo techo en Sarajevo, la capital del país europeo de Bosnia y Herzegovina. Nombrado en honor del español Juan Antonio Samaranch en 2010 después de su muerte, fue utilizado para diversos eventos deportivos en los Juegos Olímpicos de Invierno de 1984. 
El Pabellón Olímpico Zetra fue construido específicamente para los Juegos Olímpicos celebrados en Sarajevo, y se terminó en 1983. Su primer gran evento fue el Campeonato de Patinaje mundial júnior de 1983.
Adicionalmente ha sido usado por los equipos de KK Bosna (Baloncesto),
RK Bosna Sarajevo (Balonmano) y por las selecciones nacionales de esos mismos deportes.